# Loteae
Loteae es una tribu de plantas de flores perteneciente a la subfamilia Faboideae dentro de la familia Fabaceae.

## Géneros
- Anthyllis - Antopetitia - Coronilla - Cytisopsis - Dorycnium - Dorycnopsis - Hammatolobium - Hippocrepis - Hymenocarpos - Kebirita - Lotus - Ornithopus - Podolotus - Scorpiurus - Securigera - Tripodion - Vermifrux[1]